# Psalm 49
Der 49. Psalm ist ein Psalm der Korachsöhne. Er ist in die Reihe der Weisheitspsalmen einzuordnen. 

## Gliederung
Der Psalm kann folgendermaßen unterteilt werden:
- Vers 2–5: Der tief ergriffene Dichter hat etwas der Menschheit zu verkünden
- Vers 6–20: Seine Ausführung: Über das Geschick der Reichen und Nutzlosigkeit des Reichtums
  - Vers 7 f.: Anrede seiner Schüler
  - Vers 8–10: Irdisches Gut schützt nicht vor Tod
  - Vers 11 f.: Der Tod macht die Reichen arm
  - Vers 13–16: Der Mensch, der sich am Gold freut, vergisst, dass auch er in die Unterwelt muss
  - Vers 17: Ermahnung der Zuhörer
  - Vers 18–20: Zusammenfassung

## Deutung
Die Kernaussage des Psalms ist nicht, dass der Wohlstand an sich schlecht sei, sondern dass der Wohlstand anstelle von Gott gesetzt wird.